# 미스터 메르세데스 (드라마)
《미스터 메르세데스》(Mr. Mercedes)는 2017년 8월 9일에서 2019년 11월 12일까지 오디언스에서 방영한 텔레비전 드라마이다. 스티븐 킹의 소설 《미스터 메르세데스》(2014),《 파인더스 키퍼스》(2015), 《엔드 오브 왓치》(2016)가 원작이다. 주연 브렌던 글리슨이 2019년 제23회 새틀라이트상 텔레비전 시리즈 드라마 부문 남우주연상을 받았다.

## 출연
- 브렌던 글리슨
- 해리 트레더웨이
- 켈리 린치
- 자렐 제롬
- 스콧 로런스
- 브리다 울
- 저스틴 루프
- 메리루이즈 파커
- 홀랜드 테일러
- 잭 휴스턴
- 막시밀리아노 에르난데스
- 테사 페러